# حمله انتحاری زرنج
حملات انتحاری زرنج (۱۳۹۱) که به کشتار شب قدر نیز معروف است، در  ۲۴ اسد ۱۳۹۱ مصادف با ۲۷ رمضان در شهر زرنج مرکز ولایت نیمروز رخ داد و منجر به قتل عام مردم عادی شد.

## شرح حادثه
این حملات حوالی ساعت چهار بعد از ظهر روز سه شنبه (24 اسد 1391/ 14 اوت 2012)  در سه نقطه شهر زرنج صورت گرفت. یکی از این حمله ها در نزدیکی پمپ بنزین دولتی در چهارراه محاکمه و حمله دوم در مقابل بیمارستان دولتی شهر زرنج که در آن روز های نزدیک عید فطر محل تجمع برای خرید وسائل سفره عید بود صورت گرفت که منجر به فاجعه شد.

## وقایع قبل از حادثه
شب قبل حادثه پلیس محل اختفای گروه ۱۱ نفره مهاجمان را شناسایی کرده   به آنجا یورش میبرد که از ۱۱ مهاجم دو تن کشته و سه تن بازداشت می‌شوند. اما شش نفر از مهاجمان مؤفق به فرار میشوند که روز حادثه شناسایی و تحت تعقیب قرار میگیرند که در این تعقیب و گریز سه نفرشان توسط پلیس از پا در آمده و سه نفر در جمعیت متفرق میشوند و خود را یکی بعد از دیگری منفر می‌کنند.
به گفته؛ عبدالکریم براهویی والی وقت ولایت نیمروز: چند روز قبل از حادثه فرمانده طالبان در این شهر توسط پلیس کشته شده بود   طالبان به قصد انتقام این حملات را طراحی کرده اند.

## واکنش‌ها
رئیس جمهور حامد کرزی شخصاً برای تسلیت و دلجویی از بازماندگان قربانیان این حادثه به ولایت نیمروز سفر کرد.
‌سازمان اطلاعات و امنیت افغانستان بعد از تحقیق و بازجویی از بازداشت‌شده‌ها، در بیانیه اعلام کرد: این حمله کننده‌ها اتباع ایرانی اند.